# Salon de Bruxelles de 1813
Le Salon de Bruxelles de 1813 est la seconde édition du Salon de Bruxelles, exposition périodique d'œuvres d'artistes vivants. Il a lieu en 1813, du 1er mai au 16 mai dans les anciens appartements du palais de Charles de Lorraine à Bruxelles, à l'initiative de la Société de Bruxelles pour l'encouragement des beaux-arts, sous la présidence de Charles-Joseph d'Ursel, maire de la ville.

## Organisation

### Souscriptions
Comme pour le Salon de 1811, des listes de souscriptions, engageant les destinataires à s'associer de la sorte au succès du concours de peinture et de sculpture sont envoyées et rencontrent un grand succès. 
Les médailles de prix sont assorties d'une somme d'argent : peinture (800 francs), sculpture (600 francs), paysage (600 francs), architecture (300 francs).

### Jury d'artistes
Le jury comprend des artistes renommés.

## Résultats
Lors de la séance du 23 mai 1813, à la mairie de Bruxelles, les prix suivants sont octroyés :

### Peinture
- Sujet : La Rencontre d'Énée et de Vénus.
- Prix : médaille d'or : François Édouard Picot.

### Paysage
- Sujet : Un coup de vent au coucher du soleil.
- Prix : médaille d'or : Julien Ducorron.
- Prix d'encouragement : Henry Voordecker et Pieter-Frans De Noter.

### Sculpture
- Sujet : Hercule et Omphale Reine de Lydie.
- Prix :  médaille d'or : Pierre Joseph Feyens.
- Accessit : Daniel Pletinckx.

### Architecture
- Sujet : Un palais des Arts.
- Prix : François-Christian Gau.
- Accessit : Bruno Joseph Grawez fils.
- Prix d'encouragement : Antoine Payen.

### Dessin
- Sujet : La Reconnaissance des filles de la Messénie envers le sage Bias.
- Médaille d'honneur : Léopold Boëns (d) (Tournai 1795 - Bruxelles 1837).
- Médaille d'encouragement : Pierre Gustave De Walsche (1786 - Bruxelles - 1842).

## Catalogue
- Explication des ouvrages de peinture, sculpture, architecture, gravure et dessin, exécutés par des artistes vivans et exposés au musée de Bruxelles le 1er mai 1813, Bruxelles, G. Picard, 1813.